# 肾眼长脚蟹
肾眼长脚蟹（学名：Goneplax renoculis）为长脚蟹科长脚蟹属的动物。分布于日本、菲律宾，包括东海等海域，生活环境为海水，一般生活于50-100米水深的泥沙底。其生存的海拔范围为-100至-50米。